# Der moderne Casanova
Der moderne Casanova ist ein deutsches Stummfilmlustspiel aus dem Jahre 1928 von Max Obal mit Harry Liedtke in der Titelrolle.

## Handlung
Dr. Christian Friedhold arbeitet als Schullehrer in der deutschen Provinz, der eher durch die Umstände und durchaus widerwillig von seiner Umwelt zum „modernen Casanova“ gemacht wird. Bislang himmelten ihn lediglich seine Schülerinnen an, und das, obwohl Friedhold nur Augen für seine blonde Liebe namens Lieselotte, die ältere der beiden Töchter des Stadtrats Hieronymus Abendroth, hat und diese auch unbedingt heiraten möchte. Endlich ist es so weit, und die Verlobung der beiden jungen Leute wird verkündet. Da erreicht den promovierten Lehrer ein Telegramm aus Berlin, in dem Christian mitgeteilt wird, dass sein Vetter, der Besitzer des „Eden“, einem gut besuchten Varieté für großstädtische Vergnügungssüchtige, war, bei einem Autounfall ums Leben kam und Christian als Alleinerben eingesetzt hat. Die Sache hat einen kleinen Haken: Wenn Friedhold das Erbe antreten will, dann müsse er es auch persönlich leiten, das heißt, ein Umzug in das „Sündenbabel“ Berlin wäre unumgänglich.
Der Casanova wider Willen beugt sich diesem Willen und ahnt nicht, was auf ihn zukommt: Als neuer Varietébesitzer ist er ständig Verführungen und Versuchungen ausgesetzt: schöne Frauen allenthalben und endlos lange Beine erwarten den Mann aus der Provinz. Um ein Engagement an seinem Etablissement zu ergattern, werfen sich die jungen Tänzerinnen derart ins Zeug und umschmeicheln und umgarnen ihn, sodass der moderne Casanova sehr viel Standhaftigkeit benötigt, um seiner Lieselotte daheim treu zu bleiben. Als einer der Revuegirls bei Christians trotz all ihrer Betörungen nicht landen kann, informiert diese aus Rache Lieselotte ob der „wüsten“ Zustände in Berlin. Die reist natürlich in größter Sorge in die Hauptstadt, um zu sehen, ob ihr Christian es in seinem neuen Besitz nicht zu toll treibt. Der geht zum Angriff über und macht seiner Verlobten den Vorwurf, dass sie ihn habe allein ziehen lassen, sodass ihm ja gar nichts anderes übrig geblieben sei, hier zum Casanova zu werden. Nach einigen Missverständnissen erkennt Dr. Friedhold, dass er zu Lieselotte und zu seinem Lehrberuf in der Provinz gehört und gibt sein Lotterleben und das „Eden“ wieder auf.

## Produktionsnotizen
Der moderne Casanova entstand im Sommer 1928 in den Filmstudios von Staaken, passierte am 10. November desselben Jahres die Filmzensur und wurde sechs Tage darauf in Berlins Primus-Palast uraufgeführt. Die Länge des mit Jugendverbot belegten Achtakters betrug 2380 Meter.
Rudolf Walther-Fein übernahm die künstlerische Oberleitung. Botho Höfer und Hans Minzloff gestalteten die Filmbauten. Walter Tost war der Aufnahmeleiter. Die Choreographie besorgte Iwan Trojanowski, es tanzt das Ballett Mary Wigman.
Der damals 24-jährige Viktor de Kowa spielte hier seine erste größere Rolle unter seinem Geburtsnamen Viktor Kowarzik.

## Kritiken
Der Tag befand, die Rolle des modernen Casanova gebe Harry Liedtke „Gelegenheit zu zeigen, daß er nicht nur Herzensbrecher im Frack zu gestalten vermag, sondern ebenfalls sympathisch und natürlich ist, wenn er die Charakterrolle eines ungeschickten Provinzlers spielt, daß er ebenso nett als Verführter sein kann als Verführer.“
In dem österreichischen Blatt „Freiheit!“ Ist zu lesen: „… wer schreibt endlich für Harry Liedtke, der zum ermüdenden Klischee wird, einmal was anderes? Ich glaube immer, dieser zum Schwerenöter verurteilte Künstler kann mehr, als die Stückschreiber glauben. Wie nahe liegt bisweilen neben der Komik die Tragik – und die Satire!“